# Ozzmosis
| Críticas profissionais | Críticas profissionais |
| Avaliações da crítica  | Avaliações da crítica  |
| Fonte                  | Avaliação              |
| ---------------------- | ---------------------- |
| Allmusic               | [ 1 ]                  |
| Entertainment Weekly   | C                      |

Ozzmosis é o sétimo álbum, de gênero heavy metal, do músico britânico Ozzy Osbourne, lançado originalmente em 24 de outubro de 1995. Um dos músicos com quem Osbourne escreveu este álbum foi Steve Vai, e a única canção dessa colaboração que aparece em Ozzmosis é "My Little Man". Ozzmosis foi gravado pela Epic Records. Em 25 de junho de 2002 foi re-lançado, mas com duas canções extras: "Whole World's Fallin' Down" e "Aimee".

## Faixas
| N.º            | Título                      | Compositor(es)                          | Duração |  |
| 1.             | "Perry Mason"               | Ozzy Osbourne, Zakk Wylde, John Purdell | 5:53    |  |
| 2.             | "I Just Want You"           | Ozzy, Jim Vallance                      | 4:56    |  |
| 3.             | "Ghost Behind My Eyes"      | Ozzy, Mark Hudson, Steve Dudas          | 5:11    |  |
| 4.             | "Thunder Underground"       | Ozzy, Zakk, Geezer Butler               | 6:29    |  |
| 5.             | "See You on the Other Side" | Ozzy, Zakk, Lemmy Kilmister             | 6:10    |  |
| 6.             | "Tomorrow"                  | Ozzy, Zakk, Purdell, Duane Baron        | 6:36    |  |
| 7.             | "Denial"                    | Ozzy, Hudson, Dudas                     | 5:12    |  |
| 8.             | "My Little Man"             | Ozzy, Steve Vai                         | 4:52    |  |
| 9.             | "My Jekyll Doesn't Hide"    | Ozzy, Zakk, Geezer                      | 6:34    |  |
| 10.            | "Old L.A. Tonight"          | Ozzy, Zakk, Purdell                     | 4:48    |  |
| Duração total: | Duração total:              | Duração total:                          | 56:41   |  |

| Bônus de 2002  |                              |                               |         |  |
| N.º            | Título                       | Compositor(es)                | Duração |  |
| 11.            | "Whole World's Fallin' Down" | Ozzy, Tommy Shaw, Jack Blades | 5:05    |  |
| 12.            | "Aimee"                      | Ozzy, Zakk                    | 4:46    |  |
| Duração total: | Duração total:               | Duração total:                | 66:32   |  |

## Músicos
- Ozzy Osbourne - vocal
- Zakk Wylde - guitarra
- Geezer Butler - baixo
- Deen Castronovo - bateria
- Rick Wakeman - teclado
- Michael Beinhorn - teclado